# (3500) Kobayashi
(3500) Kobayashi est un astéroïde de la ceinture principale découvert le 18 septembre 1919 par l'astronome allemand Karl Wilhelm Reinmuth. Le lieu de découverte est Heidelberg (024). Sa désignation provisoire était A919 SD.